# Edward Lorenz
Edward Norton Lorenz (23 de mayo de 1917-16 de abril de 2008), conocido como Edward Lorenz, fue un matemático y meteorólogo estadounidense que desarrolló ideas innovadoras sobre la rotación de los fluidos y realizó importantes contribuciones que ayudaron a comprender las dinámicas atmosféricas y las predicciones climatológicas. Fue pionero en el desarrollo de la teoría del caos. Fue quien introdujo el concepto de atractores extraños y acuñó el término efecto mariposa.

## Biografía
E. N. Lorenz nació en West Hartford, Connecticut, el 23 de mayo de 1917. Estudió matemáticas en el Dartmouth College en Nuevo Hampshire y en la Universidad de Harvard en Cambridge, Massachusetts. 
Su padre, Edward Henry Lorenz, nació en Hartford en 1882 asistió a Hartford High School y al Trinity College antes de graduarse en ingeniería mecánica en el Instituto de Tecnología de Massachusetts. La madre de Edward, Grace Norton, nació en Auburndale, Massachusetts, en 1887, pero muy joven se mudó a Chicago con su madre, posteriormente se convirtió en profesora e hizo varias contribuciones para organizaciones cívicas. Sus padres se conocieron en unas vacaciones de verano en  Waterville Valley, Nuevo Hampshire, y se casaron en 1916.
Edward estuvo fascinado desde temprana edad con los números, y después de aprender a multiplicar se interesó en los números con cuadrados perfectos y los podía decir de memoria desde el 1 hasta el 10,000. Disfrutaba sacar las raíces cuadradas a mano y aprendió el método para raíces al cubo. Pasaba varias horas jugando con rompecabezas matemáticos, le interesaba jugar ajedrez y resolver los crucigramas. A la edad de siete años, Edward y sus padres visitaron la granja de un amigo cercana a Hartford, donde encontró una enciclopedia que mostraba objetos circulares de varios tamaños con anillos alrededor; su padre le explicó que se trataba de una ilustración de los planetas, y ahí comenzó el acercamiento hacia la astronomía. Un año después pudo apreciar un eclipse de Sol total en Hartford con la proyección de las sombras en los campos cubiertos de nieve.
Edward entró en Dartmouth en 1934, después decidió especializarse en matemáticas. En 1938 ingresó a la escuela de posgrado del departamento de matemáticas en Harvard, donde se enfocó exclusivamente en esa disciplina. Fue ahí donde se acercó por primera vez a temas tales como la teoría de grupos, la  teoría de conjuntos y la topología combinatoria enseñada por Saunders Mac LAne, Marshall Stone y James Van Vleck.
En 1942, en el inicio de la Segunda Guerra Mundial se enlistó para la fuerza aérea estadounidense, donde se capacitó para formar parte del equipo de pronosticadores meteorológicos del ejército. En 1944, junto con algunos colegas, realizó una operación para realizar pronósticos meteorológicos, en apoyo a los bombardeos aéreos. Obtuvo su doctorado en 1948 en el Instituto de Tecnología de Massachusetts (MIT), con un trabajo que describió la aplicación de ecuaciones dinámicas de fluidos para la predicción del movimiento de las tormentas, y allí fue después profesor por muchos años.
Professor Emeritus en el MIT desde 1981, Lorenz recibió muchos premios por su trabajo entre los cuales se encuentran:
- 1969 Carl Gustaf Rossby Research Medal, American Meteorological Society.
- 1973 Symons Memorial Gold Medal, Royal Meteorological Society.
- 1975 Fellow, National Academy of Sciences (U.S.A.).
- 1981 Member, Norwegian Academy of Sciences (and Letters).
- 1983 Premio Crafoord, Royal Swedish Academy of Sciences.
- 1984 Honorary Member, Royal Meteorological Society.
- 1991 Premio Kyoto de Ciencias Básicas
- 2004 12 de mayo Buys Ballot medal.

Murió el 16 de abril de 2008 a la avanzada edad de 90 años en su casa de Cambrige, Massachusetts.

## Obra
Lorenz construyó un modelo matemático muy simplificado que intentaba capturar el comportamiento de la convección en la atmósfera. Estudió las soluciones de su modelo y se dio cuenta de que alteraciones mínimas en los valores de las variables iniciales daban como resultado soluciones ampliamente divergentes. Esta sensible dependencia de las condiciones iniciales fue conocida después como el efecto mariposa. Su investigación dio origen a un renovado interés en la teoría del caos.
De acuerdo con Edward Lorenz, la palabra caos anteriormente se utilizaba para designar la falta de organización o falta de forma, pero en la actualidad el término ha tomado otra designación más amplia; se utiliza para indicar la ausencia de cierto orden.
Lorenz utilizó el término caos para referirse a un conjunto de procesos que aparentemente se comportan al azar pero en realidad sus procesos corresponden a leyes precisas. Lo describe como un sistema casi determinista con un grado de aleatoriedad sin parecer determinista. Expone que una secuencia aleatoria es una serie de sucesos en los que cualquier resultado posible puede ser el siguiente de entre varias opciones posibles. En este sentido, la aleatoriedad es la ausencia de determinismo y lo que él denomina caos aparenta ser aleatorio. En contraparte, una secuencia determinista es donde solamente un suceso puede ser el siguiente.
Lorenz expuso como ejemplo las máquinas de bolas pinball para explicar uno de los comportamientos caóticos y la dependencia sensible. En este modelo demostró que la trayectoria de dos de las bolas que parten del mismo punto con la misma dirección se ve ligeramente modificada con el primer choque en el pivote, dando como resultado un cambio brusco de dirección de una de las trayectorias, a diferencia de la segunda trayectoria, a pesar de tener las mismas características iniciales en la salida debido a la dependencia sensible.[cita requerida]
En otro ejemplo, Lorenz presenta el caos en un modelo de pista de esquiar, colocado con orientación hacia el sur; con una pendiente para poder deslizarse, en donde existen áreas rectangulares de dos metros por cinco metros y, en el centro de cada área, montículos de nieve. Este modelo se utilizó para demostrar las trayectorias comenzando con velocidades idénticas tienden a desviarse en cuanto tocan los montículos de nieve, demostrando que las tablas son sensiblemente dependientes. Se realizó el modelo con siete tablas de esquiar y aun cuando partían en condiciones similares,  las trayectorias divergen rápidamente demostrando así el caos en el sistema.  
De acuerdo con Lorenz, los sistemas caóticos pueden poseer estados de equilibrio, es decir, sin cambios con el paso del tiempo. Dentro de las características de los sistemas caóticos menciona: 
“Un sistema caótico es un sistema que es sensiblemente dependiente de cambios interiores de las condiciones iniciales”...“Una propiedad esencial del comportamiento caótico es que estados próximos entre sí terminan por divergir sin importar lo pequeñas que puedan ser las diferencias iniciales”... “La definición de equilibrio inestable tiene mucho en común con la dependencia sensible: ambas suponen la amplificación de diferencias inicialmente pequeñas”.
En cualquier sistema con una dependencia sensible, es  imposible poder realizar predicciones perfectas, tal es el caso en las predicciones meteorológicas donde los resultados no son precisos y pueden variar de un momento a otro. En las familias de sistemas dinámicos entrar en el caos y salir de  es un rasgo recurrente.
De acuerdo con Lorenz, atractores extraños pueden ser un conjunto de estados, y la representación gráfica de dichos estados también es un atractor.
"Un conjunto de estados de un sistema que se dan una y otra vez, o que son aproximadamente los mismos una y otra vez, cada vez más próximos entre sí pertenecen al conjunto de los atractores". Se le llama atractor extraño al que consiste en un número infinito de curvas, superficies o compuesto de más dimensiones. Es el corazón del sistema caótico.
"En los sistemas dinámicos un cambio casi imperceptible en una constante producirá un cambio cualitativo en el comportamiento del sistema: de estacionario a periódico, de estacionario o periódico a cuasiperiódico, o de estacionario, periódico o cuasi periódico a caótico. Hasta el caos puede cambiar abruptamente a un caos de mayor complicación y, por supuesto, cada uno de estos cambios puede darse en dirección opuesta. Semejantes cambios se llaman bifurcaciones".
En 1961, el científico Robert White aconsejó a Lorenz adquirir un ordenador para realizar los cálculos a mayor velocidad. El modelo elegido fue un Royal McBee LGP-30, aun cuando no eran tan populares para el uso personal. Pasaron varios meses para que lograra entender el lenguaje del ordenador, y finalmente utilizó una ecuación de doce variables para generar los datos meteorológicos. El objetivo de este trabajo era reiniciar el cálculo de la primera ejecución utilizando los datos anteriores de las predicciones. Se dio cuenta de que las predicciones no eran idénticas ni tenían comportamiento periódico. Decidió nuevamente introducir los datos de salida en el ordenador y después de una hora el resultado de los números no coincidía con los anteriores.
"Los números que yo había tecleado no eran los números originales exactos sino los valores redondeados que había dado la impresora en un principio. Los errores redondeados iniciales  eran los culpables: se iban amplificando constantemente hasta dominar la solución. Dicho con terminología de hoy: se trataba del caos".
Lorenz se dedicó a explorar las matemáticas subyacentes y publicó sus conclusiones en un trabajo titulado Flujo determinista no periódico, en el que describió un sistema relativamente simple de ecuaciones que dieron lugar a un patrón de la complejidad infinita, llamado atractor de Lorenz.

## Publicaciones
- 1955 Available potential energy and the maintenance of the general circulation. Tellus. Vol.7
- 1963 Deterministic nonperiodic flow. Journal of Atmospheric Sciences. Vol.20 : 130—141.
- 1967 The nature and theory of the general circulation of atmosphere. World Meteorological Organization. No.218
- 1969 Three approaches to atmospheric predictability. Bull. American Meteorological Society. Vol.50
- 1976 Nondeterministic theories of climate change. Quaternary Research. Vol.6
- 1990 Can chaos and intransitivity lead to interannual variability? Tellus. Vol.42A
- 2005 Designing Chaotic Models. Journal of the Atmospheric Sciences: Vol. 62, No. 5, pp. 1574–1587.